# Schweiz i olympiska vinterspelen 1994
Schweiz deltog i olympiska vinterspelen 1994. Schweiz trupp bestod av 59 idrottare, 41 män och 18 kvinnor. 

## Medaljer

### Guld
- Alpin skidåkning
  - Slalom damer: Vreni Schneider

- Freestyle
  - Hopp herrar: Andreas "Sonny" Schönbächler

- Bob
  - Två-manna herrar: Gustav Weder och Donat Acklin

### Silver
- Alpin skidåkning
  - Storslalom herrar: Urs Kälin
  - Kombinerad damer: Vreni Schneider

- Bob
  - Två-manna herrar: Gustav Weder och Reto Götschi
  - Fyra-manna herrar: Gustav Weder, Donat Acklin, Kurt Meier och Domenico Semeraro

### Brons
- Alpin skidåkning
  - Storslalom damer: Vreni Schneider

- Nordisk kombination
  - Lag herrar: Jean-Yves Cuendet, Andreas Schaad och Hippolyt Kempf